# Dasanooru, Nanjangud
Dasanooru là một làng thuộc tehsil Nanjangud, huyện Mysore, bang Karnataka, Ấn Độ.